# Стяуа (футбольний клуб)

Стара емблема

«ФКСБ» (рум. FCSB), до 2017 року — «Стя́уа Бухаре́ст» (рум. Steaua Bucureşti — укр. Зі́рка Бухаре́ст) — професіональний румунський футбольний клуб з міста Бухарест. Заснований 7 червня 1947 року як ASA Bucureşti (рум. Asociaţia Sportivă a Armatei — укр. Спортивна асоціація армії). З 1961 року клуб отримав назву «Стяуа».

## Історія
Найуспішніший клуб за всю історію румунського футболу. У 1986 році «Стяуа» виграла Кубок європейських чемпіонів, і стала першим клубом Східної Європи, який завоював цей трофей. У тому ж сезоні команда виграла матч за Суперкубок УЄФА у київського Динамо. Ця гра стала першою за історію трофею, яка проводилася на нейтральному полі — стадіоні Луї II в Монако (за політичними мотивами клуби не могли зіграти за регламентом турніру). Також клуб найсильніший і в національному чемпіонаті: «Стяуа» має 26 трофеїв регулярної першості, 22 Кубка Румунії та 6 Суперкубків Румунії.

## Досягнення

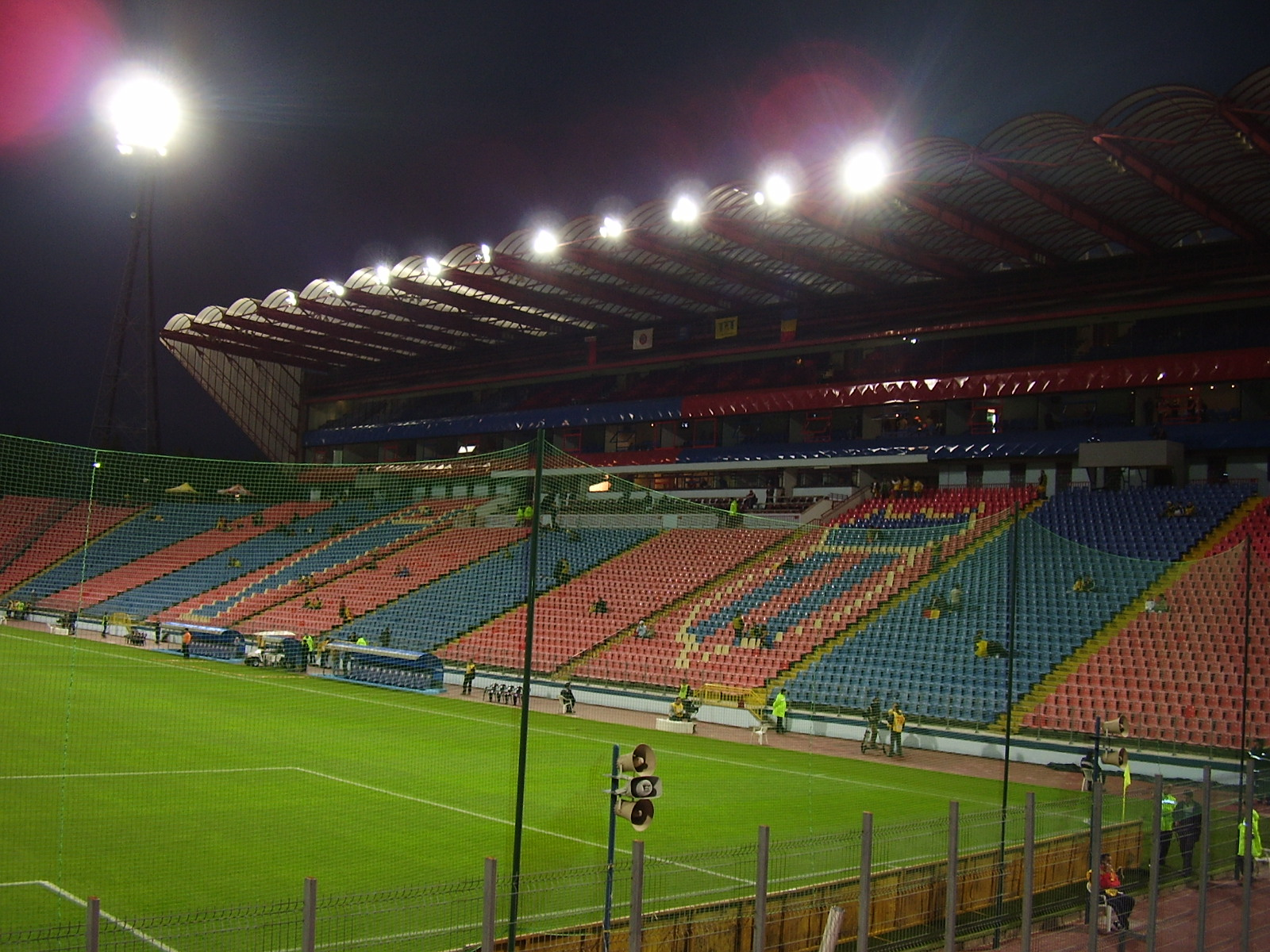
Стадіон Стяуа

### Міжнародні
- Кубок Чемпіонів УЄФА
  -  Володар (1): 1985/86
  -  Фіналіст (1): 1988/89

- Суперкубок УЄФА
  -  Володар (1): 1986

- Міжконтинентальний кубок
  -  Фіналіст (1): 1986

- Кубок володарів Кубків УЄФА
  - Чвертьфіналіст (2): 1971/72, 1992/93

- Кубок УЄФА
  - Півфіналіст (1): 2005/06

### Національні
- Чемпіонат Румунії
  -  Чемпіон (28 (рекорд)): 1951, 1952, 1953, 1956, 1959/60, 1960/61, 1967/68, 1975/76, 1977/78, 1984/85, 1985/86, 1986/87, 1987/88, 1988/89, 1992/93, 1993/94, 1994/95, 1995/96, 1996/97, 1997/98, 2000/01, 2004/05, 2005/06, 2012/13, 2013/14, 2014/15, 2023/24, 2024/25
  -  Віце-чемпіон (20): 1954, 1957/58, 1962/63, 1976/77, 1979/80, 1983/84, 1989/90, 1990/91, 1991/92, 2002/03, 2003/04, 2006/07, 2007/08, 2015/16, 2016/17, 2017/18, 2018/19, 2020/21, 2021/22, 2022/23

- Кубок Румунії
  -  Володар (23 (рекорд)): 1948/49, 1950, 1951, 1952, 1955, 1961/62, 1965/66, 1966/67, 1968/69, 1969/70, 1970/71, 1975/76, 1978/79, 1984/85, 1986/87, 1987/88, 1988/89, 1991/92, 1995/96, 1996/97, 1998/99, 2010/11, 2014/15, 2019/20
  -  Фіналіст (8): 1953, 1963/64, 1976/77, 1979/80, 1983/84, 1985/86, 1989/90, 2013/14

- Кубок румунської ліги
  -  Володар (2): 2014/15, 2015/16

- Суперкубок Румунії
  -  Володар (8 (рекорд)): 1994, 1995, 1998, 2001, 2006, 2013, 2024, 2025
  -  Фіналіст (6): 1999, 2005, 2011, 2014, 2015, 2020

## Склад команди
Станом на 21 жовтня 2024
| №  | Поз. | Нац.    | Гравець           |
| -- | ---- | ------- | ----------------- |
| 1  | ВР   | Румунія | Міхай Удреа       |
| 2  | ЗХ   | Румунія | Валентин Крету    |
| 3  | ЗХ   | Румунія | Іонуц Пантиру     |
| 5  | ЗХ   | Камерун | Джойскім Дава     |
| 7  | НП   | Румунія | Флорін Тенасе     |
| 8  | ПЗ   | Румунія | Адріан Шут        |
| 9  | НП   | Румунія | Данієл Бирліджа   |
| 10 | ПЗ   | Румунія | Октавіан Попеску  |
| 11 | НП   | Румунія | Давід Мікулеску   |
| 15 | НП   | Румунія | Маріус Штефенеску |
| 16 | ПЗ   | Румунія | Міхай Ліксандру   |
| 17 | ЗХ   | Румунія | Міхай Попеску     |
| 18 | ПЗ   | Франція | Малком Еджума     |
| 19 | НП   | Румунія | Данієл Попа       |

| №  | Поз. | Нац.       | Гравець                |
| -- | ---- | ---------- | ---------------------- |
| 21 | ЗХ   | Румунія    | Влад Кірікеш           |
| 22 | ПЗ   | Румунія    | Міхай Тома             |
| 24 | ПЗ   | Бельгія    | Вілліам Баетен         |
| 25 | НП   | Румунія    | Александру Белуце      |
| 27 | ПЗ   | Румунія    | Даріус Олару (капітан) |
| 28 | ЗХ   | Румунія    | Александру Пантя       |
| 29 | ПЗ   | Румунія    | Александру Мусі        |
| 30 | ЗХ   | ПАР        | Сіябонга Нгезана       |
| 32 | ВР   | Румунія    | Штефан Тирновану       |
| 33 | ЗХ   | Чорногорія | Рісто Радунович        |
| 42 | ПЗ   | Гана       | Баба Альхассан         |
| 70 | НП   | Бразилія   | Луїс Феліпе            |
| 99 | ВР   | Румунія    | Андрей Влад            |